# Różyńsk Wielki (gromada)
Różyńsk Wielki – dawna gromada, czyli najmniejsza jednostka podziału terytorialnego Polskiej Rzeczypospolitej Ludowej w latach 1954–1972.
Gromady, z gromadzkimi radami narodowymi (GRN) jako organami władzy najniższego stopnia na wsi, funkcjonowały od reformy reorganizującej administrację wiejską przeprowadzonej jesienią 1954 do momentu ich zniesienia z dniem 1 stycznia 1973, tym samym wypierając organizację gminną w latach 1954–1972.
Gromadę Różyńsk Wielki z siedzibą GRN w Różyńsku Wielkim (w obecnym brzmieniu Rożyńsk Wielki) utworzono – jako jedną z 8759 gromad na obszarze Polski – w powiecie piskim w woj. olsztyńskim na mocy uchwały nr 24 WRN w Olsztynie z dnia 4 października 1954. W skład jednostki weszły obszary dotychczasowych gromad Bzury, Czyprki, Dmusy, Dybowo, Guty Różyńskie, Krzywińskie, Kurczątki, Jebramki, Marchewki, Nowaki, Olszewo, Różyńsk Wielki i Taczki ze zniesionej gminy Różyńsk Wielki w tymże powiecie. Dla gromady ustalono 16 członków gromadzkiej rady narodowej.
31 grudnia 1959 z gromady Różyńsk Wielki wyłączono wsie Kurczątki i Marchewki oraz PGR Dybówko (odłączone od Dybowa), włączając je do nowo utworzonej gromady Grajewo w powiecie grajewskim w woj. białostockim.
31 grudnia 1967 z gromady Różyńsk Wielki wyłączono część obszaru PGR Rakowo Małe (30 ha), włączając ją do gromady Drygały w tymże powiecie.
Gromada przetrwała do końca 1972 roku, czyli do kolejnej reformy gminnej. Z dniem 1 stycznia 1973 miejscowości Bzury, Czyprki, Dybowo (z Borkami i Cierniami), Guty Różyńskie (z Wojtelami), Jebramki, Krzywińskie (z Kosinowem), Nowaki, Olszewo, Różyńsk Wielki (z Różyńskiem Małym) i  Taczki (a więc cały obszar zniesionej gromady Różyńsk Wielki oprócz Dmusów) włączono do powiatu grajewskiego w woj. białostockim, gdzie weszły w skład reaktywowanej gminy Prostki.